# 觀音寺市
觀音寺市（日语：／ Kan'onji-shi */?）是位於日本香川縣最西端的城市，市名源自於僧侶空海在境內興建的觀音寺。西邊面向瀨戶內海，南部以讚岐山脈與三好市和四國中央市相鄰，市區則坐落在財田川等河流的出海口附近。因市內有高松自動車道等多條國道與JR四國的予讚線通過，使觀音寺市前往四國各縣的縣廳所在地僅需約1小時的車程。
四國八十八箇所中的第68號札所神惠院、第69號札所觀音寺即坐落於市內。

## 地理
觀音寺市的轄區包含瀨戶內海上的島嶼，分別為圓上島、伊吹島、股島、小股島等。北部為七寶山與稻積山，南邊為海拔500至1000公尺的雲邊寺山、金見山等山岳，並與德島縣和愛媛縣相接。財田川與作田川分別流經市內的北部和中南部地區，並在西邊注入瀨戶內海。中心地區則坐落於三豐平原上。

### 氣候
當地在氣候上屬於瀨戶內海式氣候，氣候溫暖且日照充足，但降雨量較少，因此市內建有相當多的貯水池。根據統計，2019年觀音寺市的年均溫為17.1度，年降雨量則為821毫米，平均風速則為每秒1.9公尺。

## 歷史
大寶3年(703年)3月21日，法相宗僧侶日証上人在當地建立琴彈八幡宮。大同2年(807年)，僧侶空海在琴彈山山坡興建寺廟，並在中金堂供奉雕刻的觀世音菩薩佛像。同時空海將神宮寺改名為觀音寺，也成為現在市名的由來。 

### 年表
- 1874年9月28日：設制觀音寺村，隸屬名東縣。
- 1875年9月5日：改隸屬香川縣。
- 1876年8月21日：香川縣被併入愛媛縣。
- 1888年12月3日：改隸屬重新設置的香川縣。
- 1890年2月15日：實施町村制，現在的轄區在當時分屬：豐田郡觀音寺町、高室村、常磐村、一之谷村、豐田村、粟井村、紀伊村、中姬村、萩原村、五鄉村、和田村、豐濱町、大野原村、柞田村。
- 1898年2月11日：姬之江村改制並改名為豐濱町。
- 1899年4月1日：豐田郡和三野郡合併為三豐郡。
- 1929年4月1日：大野原村被併入中姬村。
- 1949年1月1日：觀音寺町轄下的伊吹島分出獨自設置為伊吹村。
- 1955年1月1日：觀音寺町、高室村、常磐村、柞田村合併為觀音寺市。
- 1955年2月11日：大野原村、五鄉村、萩原村合併為大野原町。
- 1955年4月1日：豐濱町和和田村合併為新設置的豐濱町。
- 1955年4月10日：
  - 豐田村、粟井村被併入觀音寺市。
  - 紀伊村被廢除，轄區分別被併入觀音寺市和大野原町。
- 1956年9月30日：一之谷村、伊吹村被併入觀音寺市。
- 2005年10月11日：觀音寺市、大野原町、豐濱町合併為新設置的觀音寺市。[9]

### 變遷表
| 1890年2月15日 | 1890年 - 1926年 | 1926年 - 1954年           | 1955年 - 1989年              | 1989年 - 現在                 | 現在                          |
| ------------- | --------------- | ------------------------- | ---------------------------- | ----------------------------- | ----------------------------- |
| 一之谷村      | 一之谷村        | 一之谷村                  | 1956年9月30日 併入觀音寺市   | 2005年10月11日 合併為觀音寺市 | 2005年10月11日 合併為觀音寺市 |
| 觀音寺町      | 觀音寺町        | 1949年1月1日 伊吹村       | 1956年9月30日 併入觀音寺市   | 2005年10月11日 合併為觀音寺市 | 2005年10月11日 合併為觀音寺市 |
| 觀音寺町      | 觀音寺町        | 觀音寺町                  | 1955年1月1日 合併為觀音寺市  | 2005年10月11日 合併為觀音寺市 | 2005年10月11日 合併為觀音寺市 |
| 高室村        |                 |                           | 1955年1月1日 合併為觀音寺市  | 2005年10月11日 合併為觀音寺市 | 2005年10月11日 合併為觀音寺市 |
| 常磐村        |                 |                           | 1955年1月1日 合併為觀音寺市  | 2005年10月11日 合併為觀音寺市 | 2005年10月11日 合併為觀音寺市 |
| 柞田村        |                 |                           | 1955年1月1日 合併為觀音寺市  | 2005年10月11日 合併為觀音寺市 | 2005年10月11日 合併為觀音寺市 |
| 豐田村        | 豐田村          | 豐田村                    | 1955年4月10日 併入觀音寺市   | 2005年10月11日 合併為觀音寺市 | 2005年10月11日 合併為觀音寺市 |
| 粟井村        |                 |                           | 1955年4月10日 併入觀音寺市   | 2005年10月11日 合併為觀音寺市 | 2005年10月11日 合併為觀音寺市 |
| 紀伊村        | 紀伊村          | 紀伊村                    | 1955年4月10日 併入觀音寺市   | 2005年10月11日 合併為觀音寺市 | 2005年10月11日 合併為觀音寺市 |
| 紀伊村        | 紀伊村          | 紀伊村                    | 1955年4月10日 併入大野原町   | 2005年10月11日 合併為觀音寺市 | 2005年10月11日 合併為觀音寺市 |
| 萩原村        | 萩原村          | 萩原村                    | 1955年2月11日 合并為大野原町 | 2005年10月11日 合併為觀音寺市 | 2005年10月11日 合併為觀音寺市 |
| 五鄉村        |                 |                           | 1955年2月11日 合并為大野原町 | 2005年10月11日 合併為觀音寺市 | 2005年10月11日 合併為觀音寺市 |
| 中姬村        | 中姬村          | 1929年4月1日 併入大野原村 | 1955年2月11日 合并為大野原町 | 2005年10月11日 合併為觀音寺市 | 2005年10月11日 合併為觀音寺市 |
| 大野原村      |                 |                           | 1955年2月11日 合并為大野原町 | 2005年10月11日 合併為觀音寺市 | 2005年10月11日 合併為觀音寺市 |
| 和田村        | 和田村          | 和田村                    | 1955年4月1日 合併為豐濱町    | 2005年10月11日 合併為觀音寺市 | 2005年10月11日 合併為觀音寺市 |
| 豐濱町        |                 |                           | 1955年4月1日 合併為豐濱町    | 2005年10月11日 合併為觀音寺市 | 2005年10月11日 合併為觀音寺市 |

## 行政

### 歷任市長
1. 西原理一（1955年2月14日 - 1967年2月12日，三任）
2. 横山武平（1967年2月13日 - 1971年2月12日，一任）
3. 西原理一（1971年2月13日 - 1975年2月12日，一任）
4. 加藤義和（1975年2月13日 - 1991年2月12日，四任）
5. 今津禮二郎（1991年2月13日 - 1995年6月29日，一任）
6. 白川晴司（1995年6月30日 - 2005年10月10日，三任）

平成合併後
平野清（代理市長、2005年10月11日 - 2005年11月13日）
1. 白川晴司（2005年11月14日 - 現任，現為第二任任期）

## 交通

### 鐵路
- 四國旅客鐵道
  - 予讚線：（三豐市） - 觀音寺車站 - 豐濱車站 - 箕浦車站 - （四國中央市）

|  |  |

### 纜車
- 四國纜車
  - 雲邊寺纜車

### 道路
高速道路
- 高松自動車道：大野原交流道 - 豐濱服務區

## 觀光

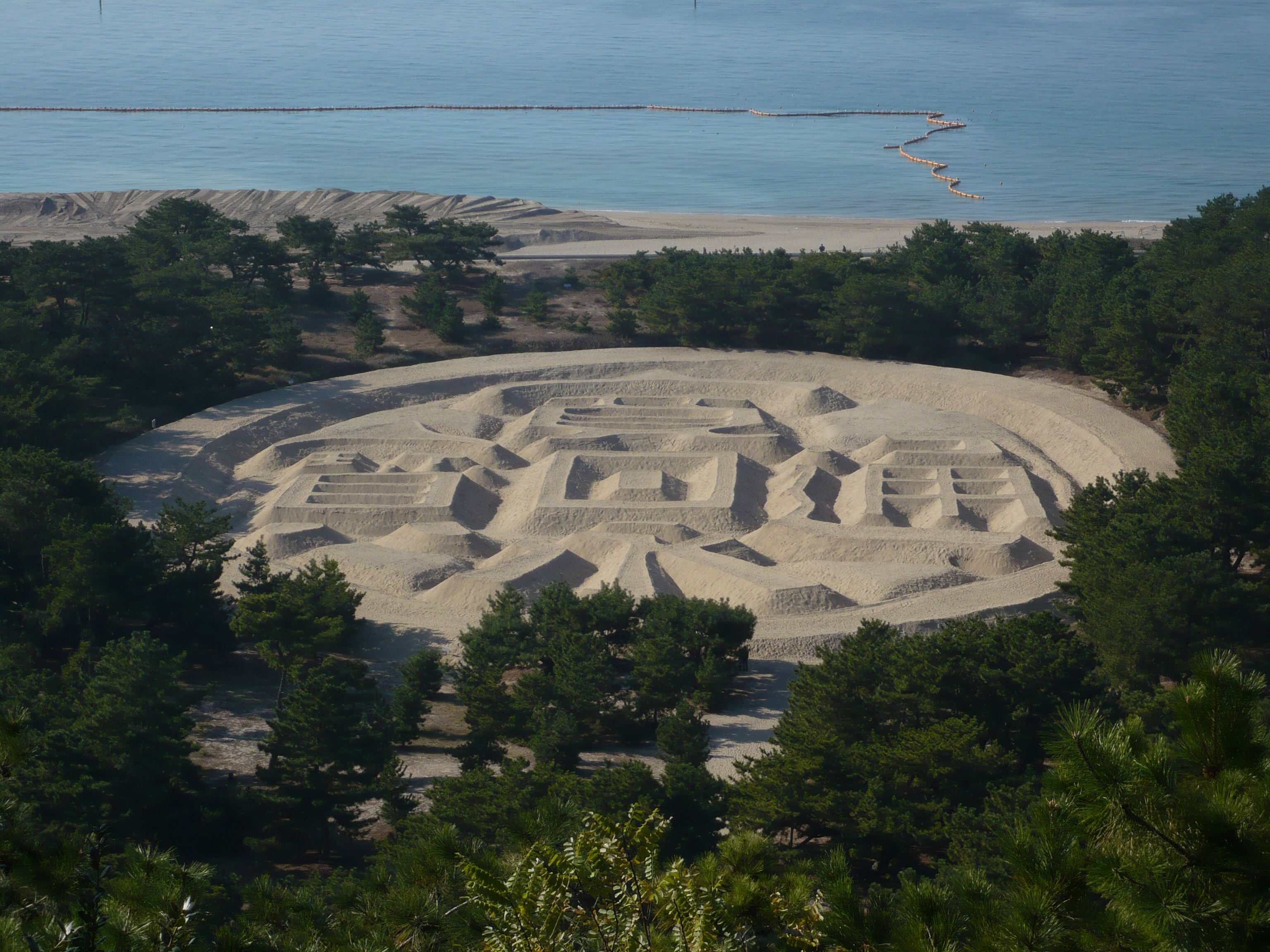
錢形砂繪

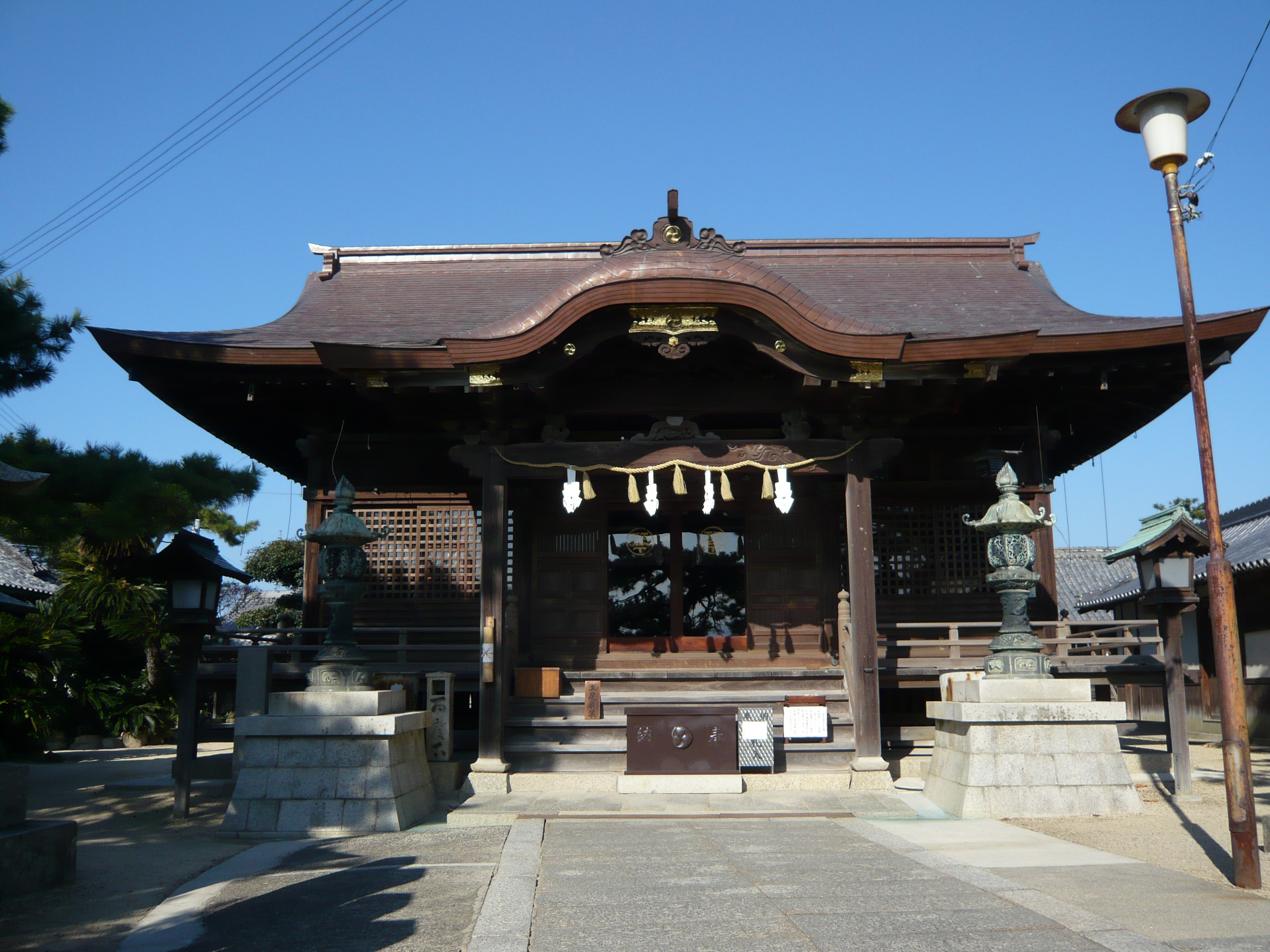
琴彈八幡宮

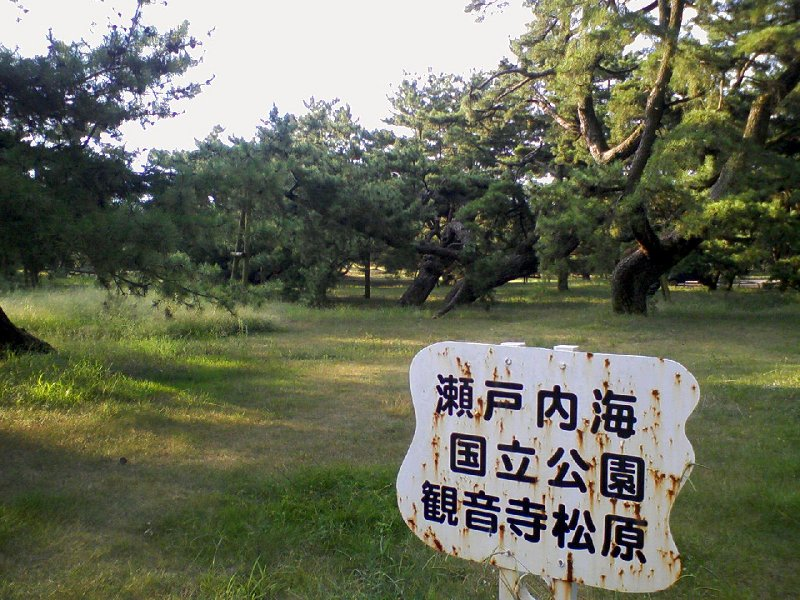
觀音寺松原

- 四國八十八箇所
  - 第68號札所 七寶山 神惠院
  - 第69號札所 七寶山 觀音寺
- 瀨戶內海國立公園
  - 琴彈公園
    - 錢形砂繪
    - 琴彈八幡宮
    - 觀音寺松原（日本白砂青松百選）

  - 伊吹島
    - 島四國
- 大平正芳記念館

### 祭典、活動
- 錢形祭
- 琴彈八幡宮大祭

## 教育
高等學校
- 香川縣立觀音寺第一高等學校
- 香川縣立觀音寺中央高等學校
- 香川縣立三豐工業高等學校

特殊學校
- 香川縣立西部養護學校

## 姊妹、友好城市

### 日本
- 草津市（滋賀縣）
1982年10月22日締結為姊妹都市
- 真狩村（北海道虻田郡）
1991年締結為姉妹都市

### 海外
- 阿普爾頓（美國威斯康辛州）
1988年1月27日締結為姊妹都市
- 即墨市（中華人民共和國山東省青島市）
2000年7月27日締結為友好都市

## 出身有名人
- 大平正芳：第68、69任內閣總理大臣
- 大野功統：前防衛廳長官
- 蘆原すなお：作家
- 四宮和夫：民法學者
- 月原茂皓：參議院議員
- 三瀬幸司：職業棒球投手
- 久保尚志：棒球選手
- 琴濵貞雄：前相撲選手、大關
- 琴錦登：前相撲選手、小結
- 三津谷祐：田徑選手

## 外部連結
- （日語） 觀音寺市、大野原町、豐濱町合併協議會 （页面存档备份，存于）
- （日語） 觀音寺市觀光協會 （页面存档备份，存于）
- （日語） 觀音寺市商工會議所 （页面存档备份，存于）